# Francis Van Londersele
Francis Van Londersele, né le 6 juillet 1953 à Montataire dans l'Oise, est un entraîneur puis dirigeant d'équipe cycliste français.

## Biographie
Né le 6 juillet 1953 à Montataire et fils d'un président de club, Francis Van Londersele pratique le cyclisme dans sa jeunesse sous l'impulsion de son père. Évoluant au niveau régional, il obtient quelques victoires mais il ne parvient pas à passer professionnel, ce qui l'amène à s'éloigner du milieu cycliste pour travailler dans le secteur industriel.
Il revient dans le monde du cyclisme en 1982 et devient officiellement conseiller technique régional de Picardie trois ans plus tard. Il crée à Amiens un centre de sport-étude ce qui est nouveau dans le sport cycliste. Les méthodes d'entraînement qu'il y met en place suscitent l'intérêt de Cyrille Guimard, dirigeant de l'équipe Castorama, qui le fait venir dans son équipe durant le Tour d'Italie 1994 avant de l'engager pour le restant de la saison. Il intègre ensuite pour deux ans la formation Gan en tant que responsable de l'entraînement et y met en place une méthode personnalisée pour chaque coureur et met en place un suivi diététique, ce qui n'existait pas auparavant dans l'équipe,.
Van Londersele rejoint Guimard en 1997 dans la nouvelle équipe Cofidis en tant qu'entraîneur. Il devient l'année suivante directeur sportif adjoint, poste qu'il occupe jusqu'en 2001 puis est directeur sportif à partir de 2002. Sur le Tour de France 2003, à la suite d'un problème technique rencontré par le leader David Millar lors du prologue, Van Londersele est promu unique directeur sportif de l'équipe et prend en charge la logistique de l'équipe. Van Londersele est promu directeur de l'équipe et remplace à ce poste Alain Bondue, démis de ses fonctions à la suite de l'affaire Cofidis. En juin 2005, Cofidis recrute un nouveau manager général, Éric Boyer, qui devient le supérieur de Van Londersele et s'occupe notamment à sa place de la logistique. Van Londersele reste directeur sportif de Cofidis jusqu'en fin d'année 2010, date à laquelle Thierry Vittu, président de la section cyclisme de Cofidis, met un terme à ses fonctions.
Van Londersele crée avec deux associés, Victor Hervé et Benjamin Lemasson, l'association L&H Cycling en 2012, une association chargée de rechercher des sponsors en vue de créer une équipe cycliste professionnelle. En plus de ce projet, il intègre l'équipe Roubaix Lille Métropole en 2013 en tant que vacataire dans l'encadrement technique de la formation nordiste. Il reste dans cette équipe jusqu'en fin de saison 2014. Gilles Pauchard lui succède.